# X-Wild
Gli X-Wild furono un gruppo power metal tedesco, fondato da tre ex membri dei Running Wild (infatti il nome del gruppo significa proprio Ex Wild) ad Amburgo nel 1992.

## Storia
L'idea del gruppo nacque nel 1992, dopo che i Running Wild pubblicarono Pile of Skulls. Il chitarrista Axel Morgan e il batterista Stefan Schwarzmann, a causa di alcuni dissidi con il leader del gruppo Rolf Kasparek, decisero di abbandonare la band e di formarne una propria. A loro si unì il bassista Jens Becker, anche lui uscito dai Running Wild poco tempo prima. I tre si misero subito alla ricerca di un cantante, che trovarono poco tempo dopo nella figura di Frank Knight, ex cantante del gruppo NWOBHM Buffalo, che si era ritirato dalla scena musicale inglese e si era trasferito in Germania. Il gruppo iniziò a tenere concerti nei pressi di Amburgo, ottenendo discreto successo specialmente tra i fan dei Running Wild. La band fu notata dall'etichetta locale Tricolor che propose loro un contratto. Fu così che tra il novembre del 1993 e il gennaio dell'anno successivo il gruppo registrò il suo primo album, So What!, pubblicato nel febbraio dello stesso anno. L'album ottenne buone critiche, tranne da parte dei fan più convinti dei Running Wild, che li consideravano una "copia" del gruppo madre. Dopo poco tempo, gli X-Wild firmarono per l'etichetta Blue Merle e iniziarono a registrare il loro secondo album, Monster Effect, pubblicato nel 1995. Subito dopo la pubblicazione, però, emersero i primi problemi di organizzazione, che culminarono con l'abbandono del gruppo da parte di Stefan, che si unì agli Accept. La band lo sostituì con Frank Ullrich, che aveva già lavorato con i Living Death e i Grave Digger. A quel punto il gruppo cercò di ricercare nuovamente il consenso dei fan e registrò Savageland, pubblicato nel 1996, che ottenne molti riscontri positivi tra fan e critica. Nonostante il successo ottenuto, però, la band non riuscì a risolvere i molti problemi di organizzazione e, nel 1997, abbandonati dall'etichetta, si sciolsero. Jens si unì ai Grave Digger dei quali oggi è tuttora membro e Ullrich continuò a suonare in alcune formazioni underground, mentre Morgan e Knight si ritirarono a vita privata.

## Formazione

### Ultima
- Frank Knight - voce
- Axel Morgan - chitarra
- Jens Becker - basso
- Frank Ullrich - batteria

### Ex componenti
- Stefan Schwarzmann - batteria
- Rainer Heubel - batteria (suonò con il gruppo in alcuni concerti in veste di ospite)

## Discografia
- 1994 - So What!
- 1995 - Monster Effect
- 1996 - Savageland